# BAP Abtao
Le BAP Abtao (SS-42), initialement appelé BAP Tiburón (S-42), était un sous-marin conventionnel commandé par la marine péruvienne à l'Electric Boat Company en 1953. L'Abtao a été nommé ainsi en l'honneur de la victoire dans le combat d'Abtao, près de l'île du même nom dans l'archipel de Calbuco, en 1865, pendant la guerre hispano-sud-américaine. Après 44 ans de service, il est devenu un navire musée à Lima.

## Construction et carrière
La marine péruvienne a initialement commandé deux sous-marins à Electric Boat le 8 décembre 1951 sur la base de la conception du sous-marin de la marine américaine Mackerel. La quille des deux sous-marins Tiburón (Requin) et Lobo (Loup) a été posée le 12 mai 1952 au chantier naval de Groton (Connecticut), États-Unis. 
Le Tiburóna été lancé le 27 octobre 1953 et mis en service le 20 février 1954. Le Tiburón et les autres navires de sa classe étaient les derniers sous-marins construits par les États-Unis pour le marché d'exportation. Un décret en avril 1957 du président du Pérou, Manuel Prado Ugarteche, ordonna que les noms des navires soient remplacés par ceux des célèbres batailles péruviennes. Le Tiburón a été renommé Abtao. Le numéro de fanion 5 lui ayant été attribué à l'origine, en 1959, le Abtao a été désigné SS-2, puis renuméroté SS-42 en 1960. 
Le Abtao a subi un radoub à Groton en 1965. En 1988, il a participé au sauvetage de l'équipage du sous-marin BAP Pacocha (SS-48) (en) qui avait coulé après une collision avec le navire de pêche Kiowa Maru. Le Abtao a été décommissionné le 10 mai 1999 et mis en réserve.

## Préservation
Le navire a été retiré du service naval le 10 mars 2000 et transformé en navire musée le 28 janvier 2004 à Lima, au Pérou, grâce aux travaux de la marine péruvienne, du Conseil provincial de Callao et des entités du Marina Yacht Club SA. L'ouverture de l'Abtao en tant que musée était la première fois qu'un sous-marin était transformé en musée en Amérique latine.